# Transports dans l'Aisne

Les transports dans le département français de l'Aisne sont marqués par des dynamiques contrastées : si les infrastructures de transport du sud et de l'ouest du département illustrent la forte polarité exercée par l'Île-de-France, le département n'en reste pas moins traversé par des flux transverses significatifs entre les régions Hauts-de-France et Grand Est. Le nord-est du département apparaît quant à lui relativement isolé.

## Transport routier

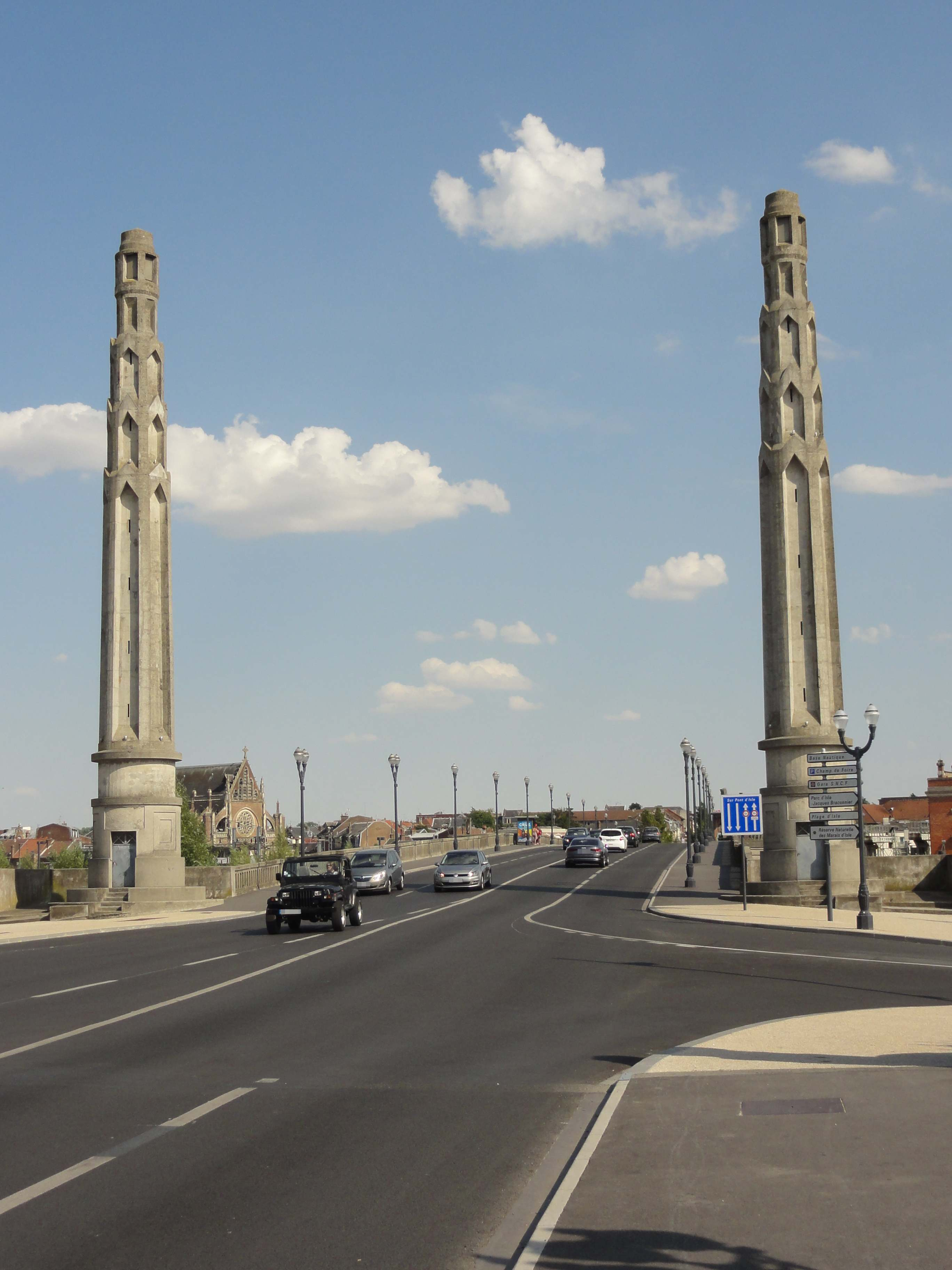
Le pont d'Isle sur le canal de Saint-Quentin, à Saint-Quentin.

### Infrastructures routières
L'Aisne compte trois autoroutes, toutes concédées, payantes et à 2x2 voies :
- l'autoroute A4 relie Paris à Reims, Metz et Strasbourg en desservant Château-Thierry dans le département ;
- l'autoroute A26 relie Troyes et Reims à Calais et au Nord-Pas-de-Calais, en desservant Laon et Saint-Quentin dans le département ;
- l'autoroute A29 se sépare de la précédente à Saint-Quentin et se dirige vers Amiens et la Normandie.

Les principales villes du département, Saint-Quentin, Laon et Soissons, ne sont donc pas reliées à Paris par autoroute, mais par des routes en partie aménagées en voie rapide à 2x2 voies : la route nationale 2 relie Paris à la frontière belge par Villers-Cotterêts, Soissons, Laon, Vervins et La Capelle, et les route départementale 1032 (ex-route nationale 32) et route départementale 1 relient Paris à Chauny, Tergnier et Saint-Quentin.

### Transport collectif de voyageurs
L'Aisne est desservie par la Régie des transports de l'Aisne, établissement public initialement propriété du Conseil général et repris en 2017 par la région Hauts-de-France. Elle exploite une cinquantaine de lignes régulières dans le département, hors lignes scolaires.

## Transport ferroviaire

### Historique

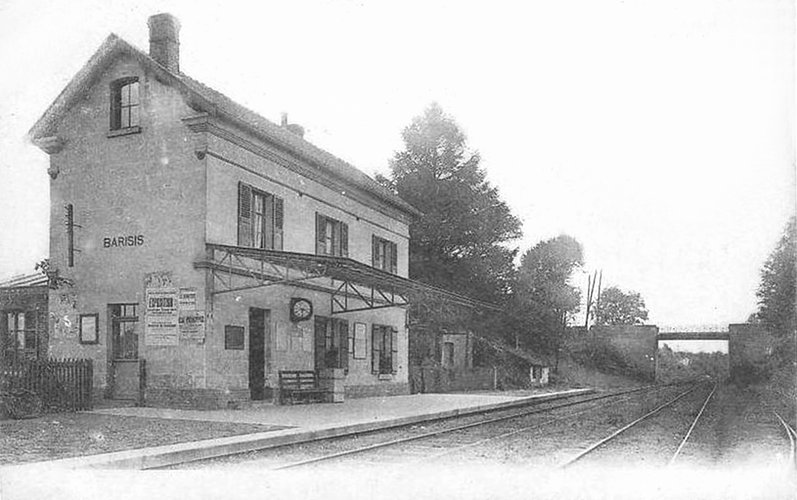
La gare de Barisis-aux-Bois avant la Première Guerre mondiale.

Le chemin de fer est apparu dans le département en 1849, avec l'ouverture à quelques semaines d'intervalle des deux lignes reliant Paris à Château-Thierry et Épernay (prolongée ultérieurement jusqu'à Strasbourg) et Paris à Chauny (prolongé ultérieurement à Saint-Quentin puis jusqu'à la frontière belge). Le réseau d’intérêt général a été développé par la Compagnie des chemins de fer du Nord dans les trois-quarts nord du département et la Compagnie des chemins de fer de l'Est dans le quart sud. À la veille de la Première Guerre mondiale, le chemin de fer d’intérêt général atteignait la plupart des villes et bourgs du département, dont Château-Thierry, Chauny, Coucy-le-Château, La Ferté-Milon, Guise, Hirson, Laon, Rozoy-sur-Serre, Saint-Quentin, Soissons, Tergnier, Vervins ou encore Villers-Cotterêts. Comme dans le reste des départements situés à proximité des frontières nord-est de la France, la plupart des lignes même secondaires étaient construites à double voie pour les besoins militaires. La plupart des infrastructures seront détruites pendant la Première Guerre mondiale puis reconstruites, certaines avec des modifications importantes comme la ligne de Guise à Hirson, reconstruite à l'écartement standard alors qu'elle était initialement à l'écartement métrique.
L'Aisne a également été desservie par de multiples chemins de fer d’intérêt local, initialement créés dans le cadre d'initiatives isolées, sans logique d'ensemble ni homogénéité technique :
- La Société des Manufactures des glaces et produits chimiques de Saint-Gobain, Chauny et Cirey (aujourd'hui connue sous le nom de Saint-Gobain) ouvre en 1860 la ligne de Chauny à Saint-Gobain ;
- La Compagnie du chemin de fer d'intérêt local de Saint-Quentin à Guise ouvre en 1874 la ligne éponyme, puis ouvre en 1898 la ligne de Mézières-sur-Oise à Vendeuil, prolongée tardivement (1935) jusqu'à La Fère ; ces lignes étaient à écartement standard ;
- La Compagnie du chemin de fer de Crécy-sur-Serre à La Fère ouvre en 1879 la ligne de Dercy-Mortiers à Versigny à écartement standard ;
- La Compagnie du Chemin de fer de Vélu-Bertincourt à Saint-Quentin ouvre en 1879-1880 la ligne éponyme à écartement standard ;
- La Société des chemins de fer du Cambrésis ouvre entre 1888 et 1904 une ligne reliant Cambrai à Saint-Quentin à écartement métrique ;
- La Compagnie des chemins de fer d'intérêt local du Nord de la France ouvre en 1894 le chemin de fer de Roisel à Hargicourt puis en 1900 le chemin de fer de Guise au Catelet à écartement métrique ;
- La Compagnie du chemin de fer de Ribemont à La Ferté-Chevresis ouvre en 1900 la ligne éponyme à écartement standard ;
- La Société du chemin de fer de Marle à Montcornet ouvre en 1907 la ligne éponyme à écartement standard ;
- La Société du tramway de Tergnier à Saint-Gobain et Anizy-Pinon ouvre en 1910 la ligne éponyme de tramway électrique.

Au début du XXe siècle, trois compagnies vont créer des réseaux plus importants :
- Les Chemins de fer de la Banlieue de Reims étendent un important réseau à écartement métrique autour de Reims, dont certaines lignes s'étendront à partir de 1903 dans l'Aisne ; certaines lignes, détruites pendant la Première Guerre mondiale, seront reconstruites à l'écartement standard ;
- La Compagnie des chemins de fer départementaux de l'Aisne ouvre de 1907 à 1919 quelques lignes, principalement dans la région de Soissons et pour la plupart à écartement métrique ;
- La Compagnie des chemins de fer du Sud de l'Aisne ouvre en 1910 trois lignes à écartement métrique autour de Château-Thierry.

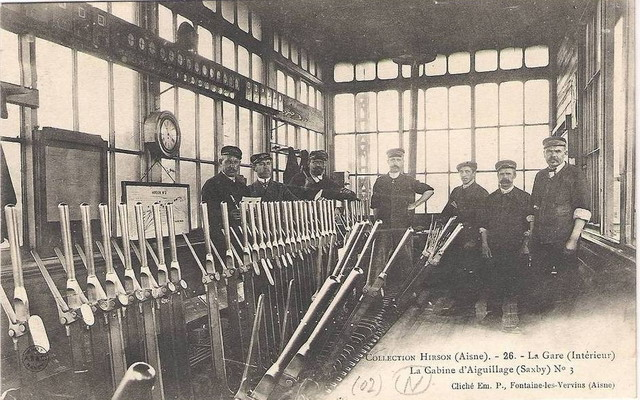
La cabine d'aiguillage n°3 de la gare d'Hirson, de type Saxby, dans l'Entre-Deux-Guerres.

Ces lignes d'intérêt local connaîtront des destins variés : si certaines ne sont jamais reconstruites après la Grande Guerre ou ferment dès les années 1920, d'autres, en particulier la plupart des lignes à écartement standard, seront maintenues jusqu'à la deuxième moitié du XXe siècle.
Le réseau d'intérêt général, quant à lui, connaîtra peu d'évolutions pendant la première moitié du XXe siècle : son enjeu militaire interdit tout à la fois la fermeture des lignes les moins fréquentées et l'électrification des lignes principales. Les lignes actuellement électrifiées dans le département l'ont été en une dizaine d'années entre 1954 et 1964, après la levée du veto des autorités militaires. C'est également à partir des années 1960 que certaines lignes ferment, d'abord aux voyageurs, puis au fret.
Depuis l'ouverture en 1993 de la LGV Nord puis en 2007 de la LGV Est européenne, le département n'est plus desservi par des trains Grandes Lignes.
|                                             |
| Le réseau ferroviaire à son apogée en 1913. |

|                                     |
| Le réseau ferroviaire de nos jours. |

|                                                    |
| Carte animée de l’évolution du réseau ferroviaire. |

### Situation actuelle

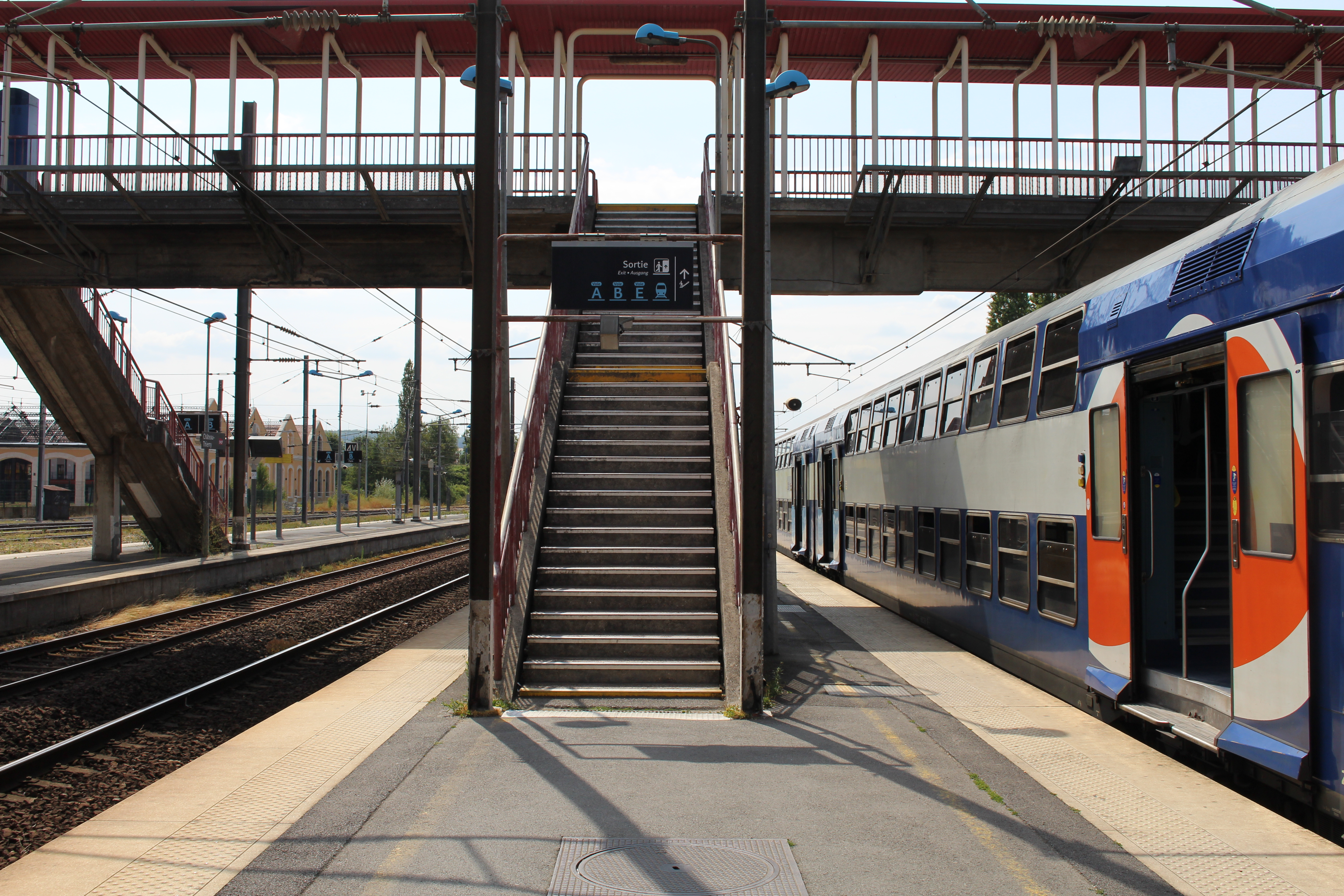
Une rame Transilien en gare de Château-Thierry.

Les plus grandes gares de voyageurs sont celles de Château-Thierry et Saint-Quentin, avec une fréquentation annuelle entre 1 et 1,6 million de voyageurs en 2019.
Trois axes ferroviaires principaux relient l'Aisne à l'Île-de-France et Paris :
- Au nord-ouest, la ligne de Creil à Jeumont, à double voie électrifiée, dessert au départ de Paris-Nord Chauny, Tergnier et Saint-Quentin, avant de poursuivre vers Maubeuge et Cambrai ;
- Au sud, la ligne de Paris-Est à Strasbourg-Ville, à double voie électrifiée, dessert la vallée de la Marne et notamment Château-Thierry et poursuit vers Châlons-en-Champagne ;
- Entre les deux, la ligne de La Plaine à Hirson et Anor (frontière), qui n'est pas électrifiée, dessert à double voie depuis Paris-Nord Villers-Cotterêts, Soissons et Laon, puis à voie unique Vervins et Hirson.

Un quatrième axe, celui de la ligne de Trilport à Bazoches, est beaucoup plus secondaire et n'est plus desservi depuis 2016 par des trains de voyageurs au-delà de La Ferté-Milon. La LGV Est européenne, quant à elle, traverse le département sans le desservir.
À ces axes radiaux s'ajoutent des axes transversaux à double voie, reliant les Hauts-de-France à Grand Est :
- la ligne de Reims à Laon et la ligne d'Amiens à Laon forment une liaison non-électrifiée d'importance régionale, par Laon et Tergnier ;
- la ligne de Fives à Hirson et la ligne d'Hirson à Amagne - Lucquy (jusqu'à Liart) forment quant à elle une liaison électrifiée qui était majeure pour le fret (entre les mines de charbon du Nord-Pas-de-Calais et les aciéries de Lorraine), mais son importance décline avec la raréfaction des trains de fret, cet axe n'ayant jamais connu un trafic voyageurs important.

Ces lignes sont principalement parcourues par les trains TER Hauts-de-France. Des trains TER Grand Est (ou TER Fluo) circulent également sur les lignes frontalières, et des Transilien (ligne P) jusqu'à Château-Thierry et La Ferté-Milon.

## Transport fluvial

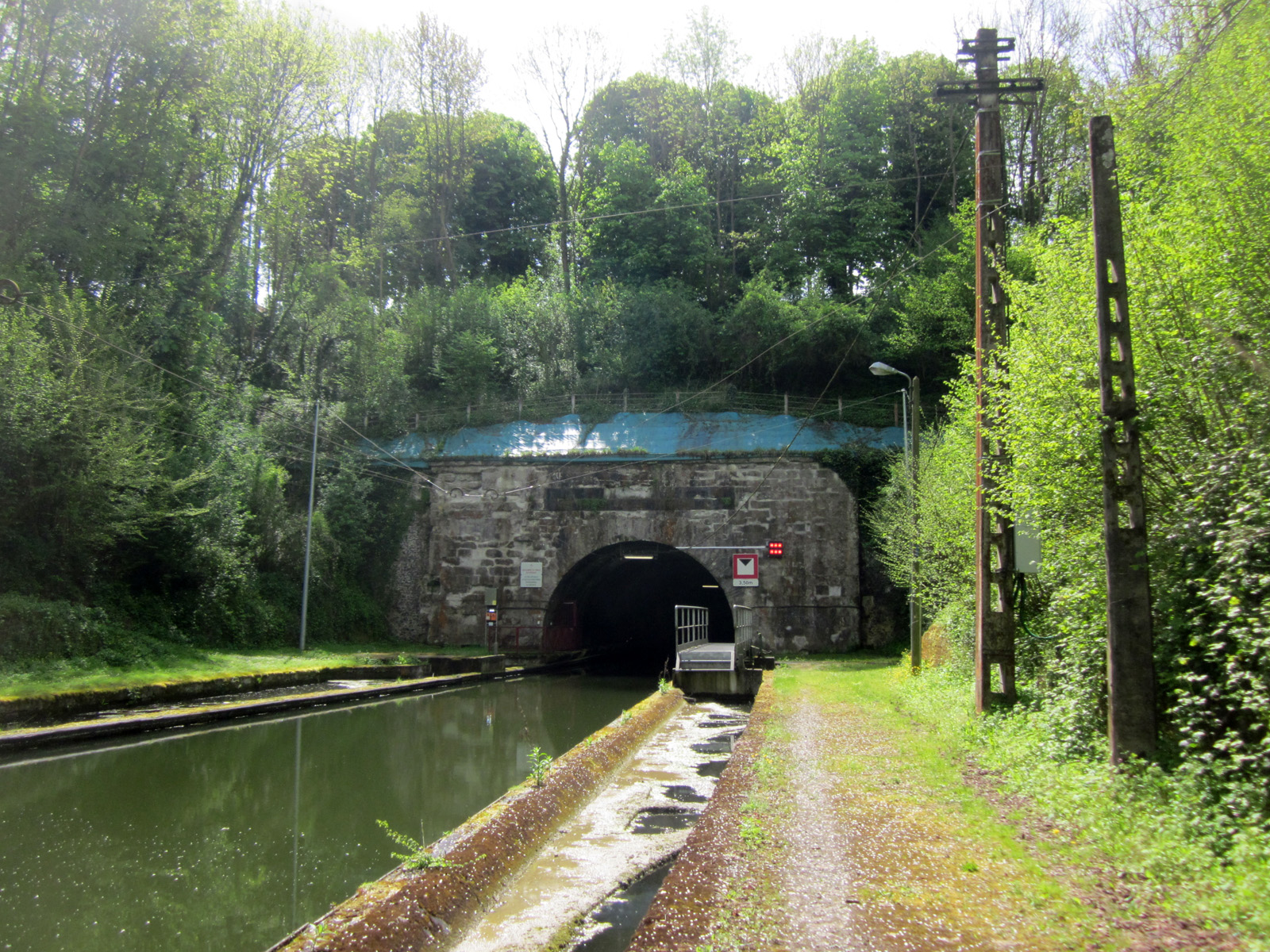
Entrée du souterrain de Riqueval sur le canal de Saint-Quentin.

L'Aisne possède un important réseau navigable. L'Oise, l'Aisne et, plus au sud, la Marne sont navigables (ou doublées par des canaux latéraux navigables) et permettent de rejoindre la Seine. Toutefois, ces cours d'eau, leurs ramifications (canal de l'Oise à l'Aisne) et surtout les canaux qui les relient au bassin de l'Escaut (canal du Nord, canal de Saint-Quentin et canal de la Sambre à l'Oise), conçus au XIXe siècle, ont un gabarit insuffisant pour beaucoup de péniches modernes : ils sont tous au gabarit Freycinet (classe I CEMT), à l'exception du canal du Nord (classe II). Le projet de liaison Seine-Escaut à grand gabarit doit permettre de développer le transport fluvial entre ces deux bassins.

## Transport aérien
Le département ne possède aucun aéroport. L'aéroport de Paris-Charles de Gaulle est situé à moins de 150 km des principales villes du département.
Le département compte quatre aérodromes pour l'aviation de tourisme, d'affaires et de loisirs, à Château-Thierry - Belleau, Laon - Chambry, Saint-Quentin - Roupy et Soissons - Courmelles.

## Transports en commun urbains et périurbains
Le département compte six autorités organisatrices de la mobilité qui organisent des services de transport dans leur ressort territorial :
- la Communauté d'agglomération du Saint-Quentinois organise un service d'autobus et de transport à la demande nommé Pastel ;
- le Syndicat intercommunal des transports urbains soissonnais (qui réunit GrandSoissons Agglomération et 12 communes environnantes) organise un service d'autobus et de transport à la demande nommé TUS ;
- la Communauté d'agglomération du Pays de Laon organise un service d'autobus et de transport à la demande nommé TUL ;
- la Communauté d'agglomération de la Région de Château-Thierry organise un service d'autobus et de transport à la demande nommé Fablio ;
- la Communauté d'agglomération Chauny-Tergnier-La Fère organise un service d'autobus et de transport à la demande nommé Lyneo ;
- la Communauté de communes Retz-en-Valois organise un service d'autobus à Villers-Cotterêts, d'autocar entre Villers-Cotterêts et La Ferté-Milon et de transport à la demande nommé Villéo-Retzéo ;

Des tramways roulaient à Saint-Quentin et à Laon de la fin du XIXe siècle aux années 50 à 70 ; à Laon, un mini-métro funiculaire automatique unique au monde lui a succédé de 1989 à 2016.

## Modes doux
Le département est traversé par plusieurs voies vertes, véloroutes et sentiers de grande randonnée.